# Worthen
Worthen – wieś w Anglii, w hrabstwie Shropshire. Leży 19 km na południowy zachód od miasta Shrewsbury i 233 km na północny zachód od Londynu.